# 无线电史

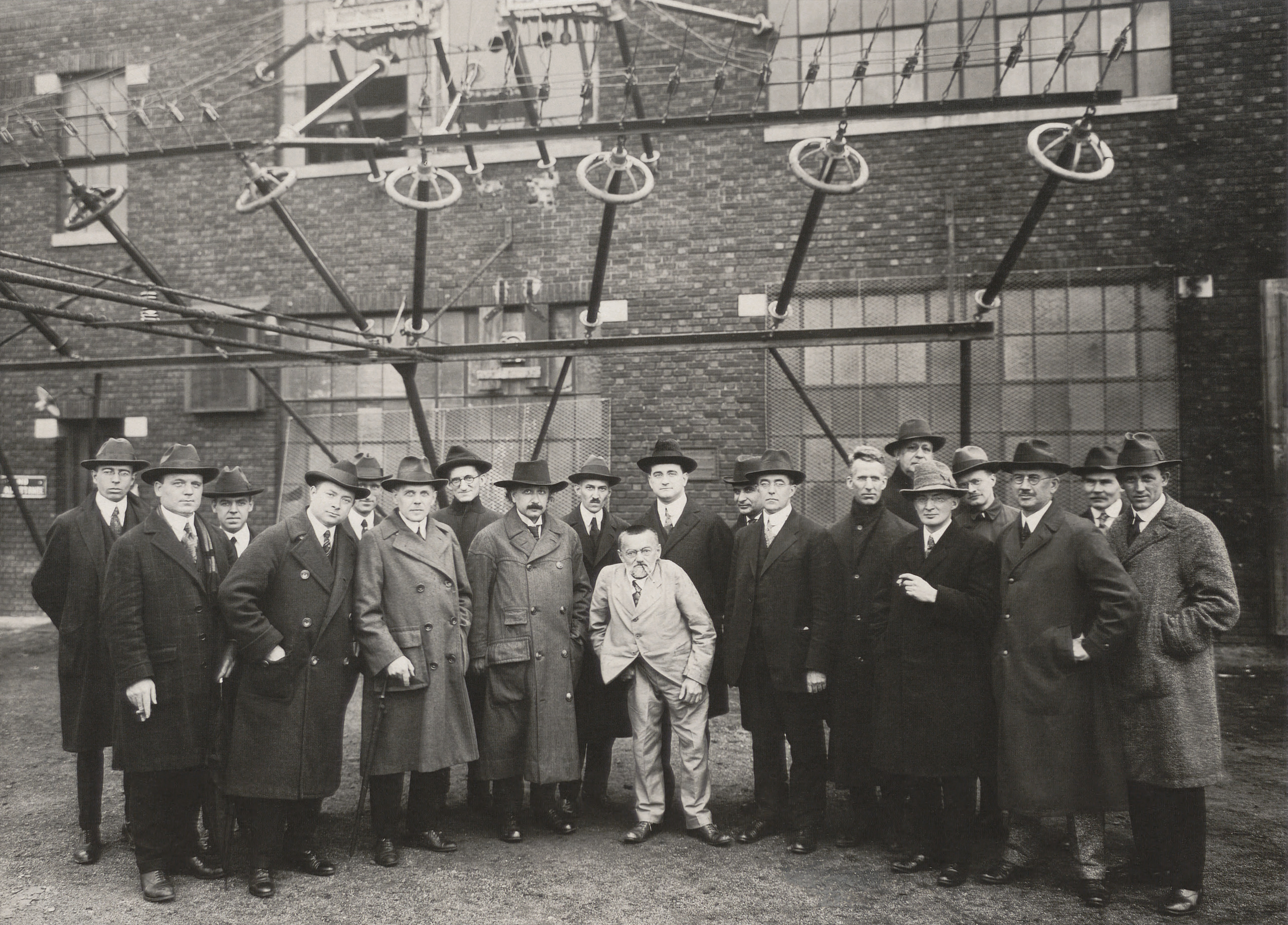
1921年，查尔斯·普罗透斯·斯泰因梅茨、大卫·沙诺夫、欧文·朗缪尔和阿尔弗雷德·诺顿·戈德史密斯等美国无线电科技先驱，在新不伦瑞克马可尼电台的天线馈线旁，与来访的阿尔伯特·爱因斯坦合影。该电台是最早的跨大西洋无线电台之一。

无线电史是基于无线电波而创造和使用无线电设备的技术史。在无线电发展史上，许多人为无线电的诞生和发展，贡献了理论和发明。无线电的发展始于“无线电报”。后来的无线电史则越来越多地涉及到了广播。

## 发现

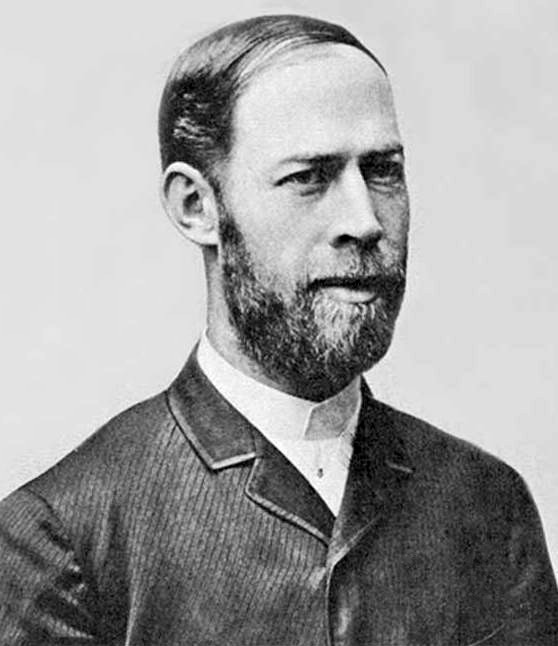
海因里希·赫兹（1856—1894）证明了电磁辐射的存在。

在1864年（发表于1865年）的一份报告中，詹姆斯·克拉克·麦克斯韦提出了电磁学理论，并给出了数学证明，表明光、无线电波和X射线都是在自由空间中传播的电磁波。
在1886至1888年间，海因里希·赫兹发表了一些实验结果。在这些实验中，他实现了在空气中传输电磁波（无线电波），从而证明了麦克斯韦的电磁理论。

## 对其光学特性的探索

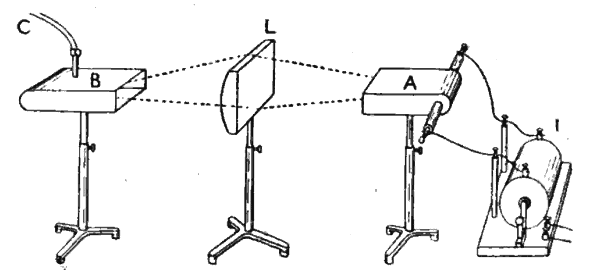
1897年，约翰·弗莱明在早期实验中，演示了石蜡透镜对微波的折射。

在这些发现之后，许多科学家和发明家开始尝试发射和检测“赫兹波”（近20年之后，“无线电”一词才被广泛用于指代此类电磁辐射）。麦克斯韦的理论表明，光和赫兹电磁波在本质上是同一种现象，只是波长不同。这使得约翰·佩里（John Perry）、弗雷德里克·托马斯·特鲁顿和亚历山大·特罗特（Alexander Trotter）等“麦克斯韦学派”（Maxwellian）科学家认为，它们可能类似于可见光。:2
1894年，赫兹英年早逝。其后，英国物理学家兼作家奥利弗·洛奇，于同年6月1日在皇家机构，就赫兹波做了一次广受关注的演讲。洛奇着重介绍了无线电波的光学性质，并演示了其传输和检测（使用了法国物理学家爱德华·布朗利探测器的改进版本，洛奇将其命名为“相干器”）。洛奇在赫兹实验的基础上进行了扩展，展示了这种新的波也可以表现出类似光的折射、衍射、偏振、干涉和驻波等特征，证实了赫兹波和光波都是麦克斯韦电磁波的表现形式。在演示中，还从邻近的克拉伦登实验室大楼发射电磁波，再由演讲厅里的设备接收。

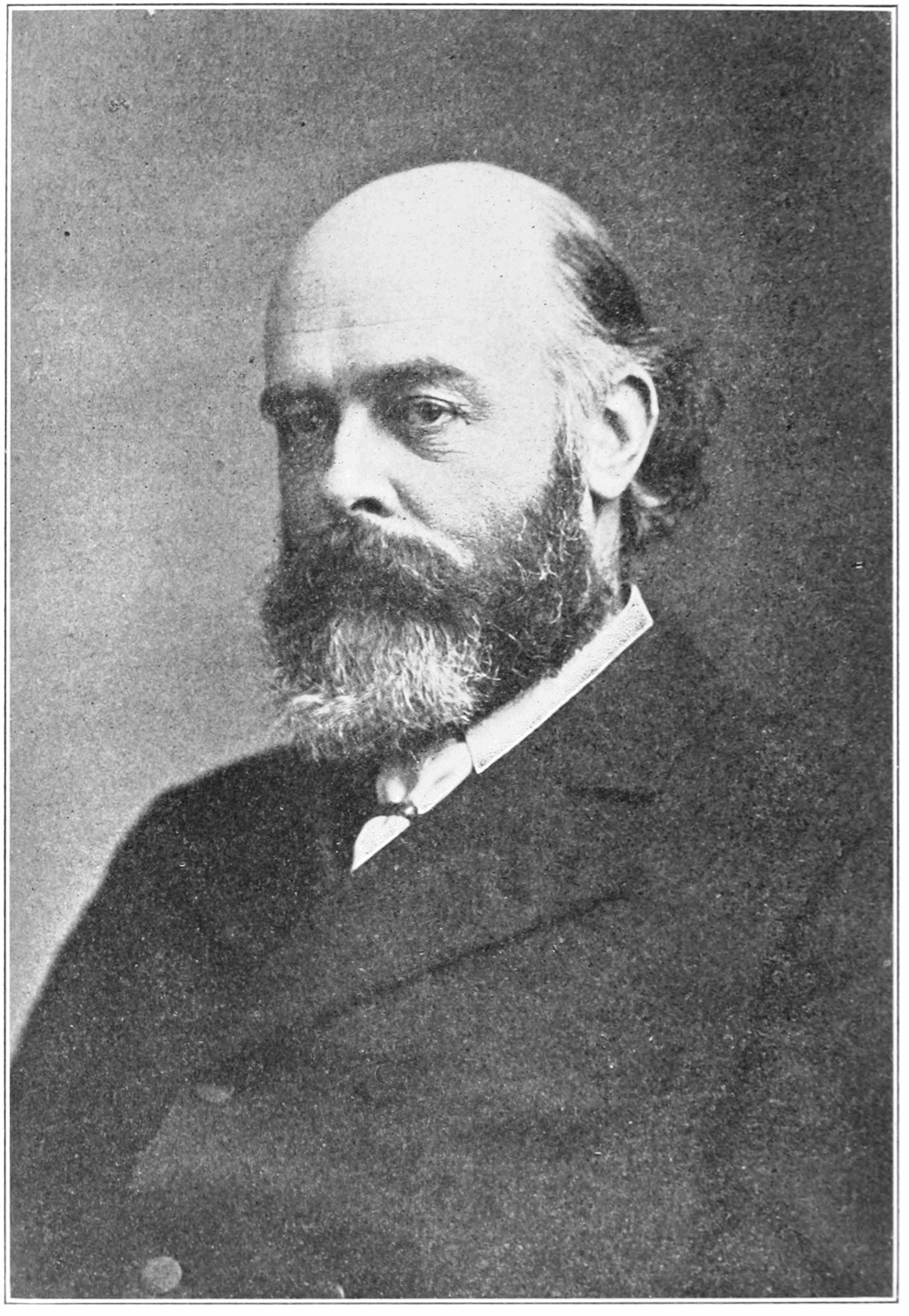
奥利弗·洛奇在1894年关于赫兹波的演讲中，展示了无线电波的传输与检测。

在洛奇的演示之后，研究人员将实验在电磁波谱上进一步向可见光方向移动，以探索这些波长的准光学性质。奥利弗·洛奇和奥古斯托·里吉用小金属球火花谐振器，分别产生了1.5和12GHz的微波，并进行了实验。俄国物理学家彼得·列别捷夫于1895年进行了50GHz（波长6毫米）范围的实验。孟加拉印度物理学家贾格迪什·钱德拉·博斯进行了60GHz（波长5毫米）的实验，为了其实验，还发明了波导、喇叭天线和半导体晶体探测器。后来，他写了一篇论文《不可见的光》（Adrisya Alok），介绍了他于1895年11月在印度加尔各答市政厅进行的公开演示——他使用毫米波段的微波来触发探测器，进而点燃火药，并敲响远处的钟。

## 对其应用的展望
1890至1892年间，约翰·佩里、弗雷德里克·托马斯·特鲁顿和威廉·克鲁克斯等物理学家提出，使用电磁波或赫兹波作为导航辅助工具或通讯手段，而克鲁克斯还在1892年撰写了文章，讨论基于赫兹波的无线电报的可能性。:5-10物理学家们认为，使用这些新波存在技术限制，例如需要精密的设备，需要大量电力而传输范围却有限，以及与已存在的可见光传输设备很相似，这些都让他们认为应用非常有限。塞尔维亚裔美国工程师尼古拉·特斯拉认为，赫兹波对于长距离传输来说相对无用，因为“光”的传播不可能比视线更远。有人猜测，这种能穿透雾和暴风雨天气的“不可见光”，可用于灯塔等航海应用。:5-10其中，1895年12月的伦敦《电工》期刊在评论博斯的成就时说：“也许有一天我们会看到，整个航行世界的全部海岸照明系统的革命，由一位印度孟加拉科学家，在我们的总统学院实验室（Presidency College Laboratory）里一手创造。”
1895年，俄国物理学家亚历山大·斯捷潘诺维奇·波波夫采用洛奇演讲中提到的技术，制造了雷电探测器，其中使用了基于无线电接收器的相干器。同年5月7日，他将其赠送给了俄罗斯物理与化学学会（Russian Physical and Chemical Society）。

## 马可尼与无线电报

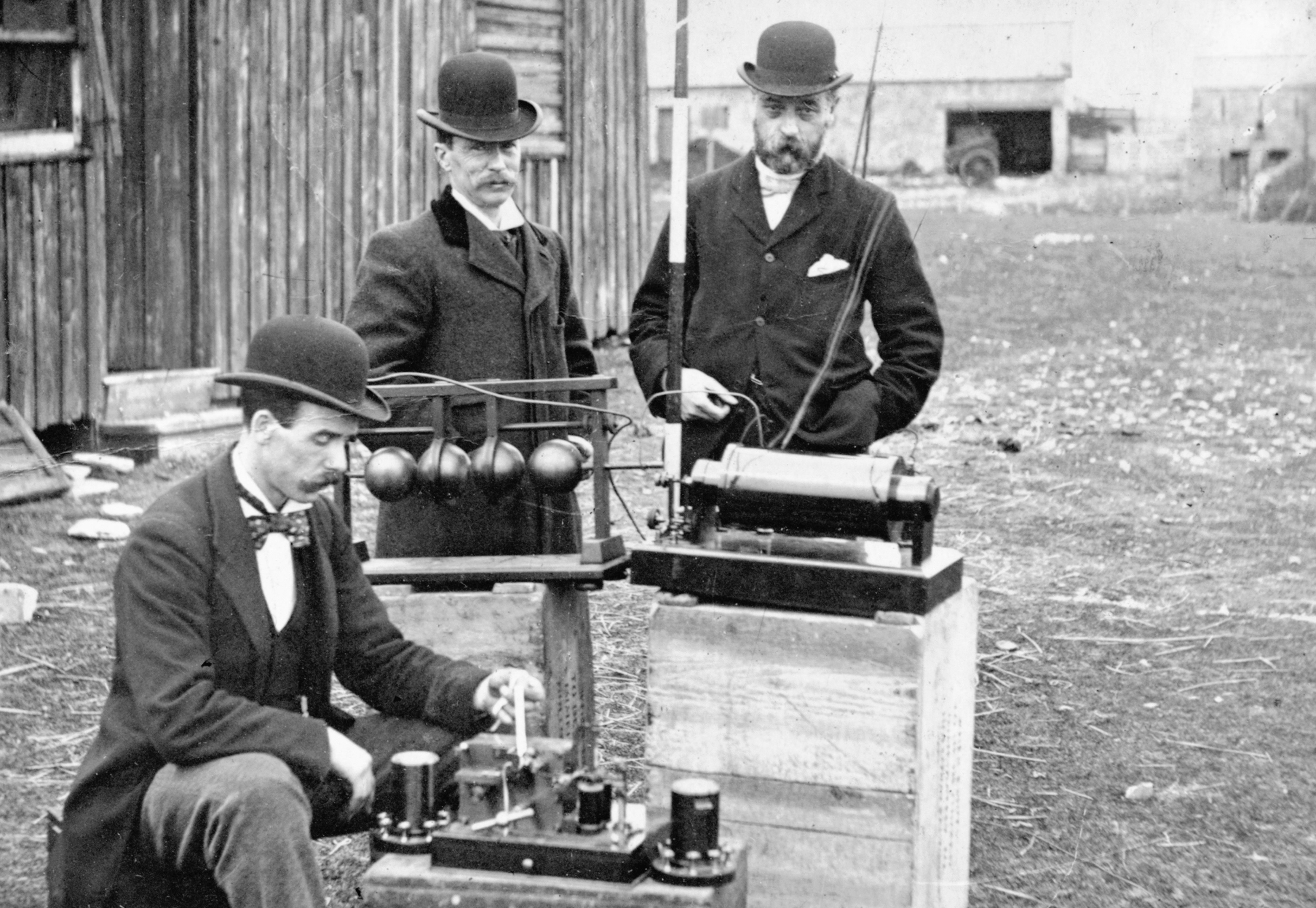
1897年，英国邮政局的工程师在检查古列尔莫·马可尼无线电报设备。

1894年，年轻的意大利发明家古列尔莫·马可尼，开始研究基于赫兹波（无线电波）的长距离无线传输系统，他注意到其他发明家似乎并没有从事这方面的研究。马可尼阅读了相关文献，并借鉴了其他无线电波实验者的想法，为开发远距离通讯设备做出了巨大贡献，例如便携式发射器和接收器系统。他将原本在实验室所做的实验，变成了实用通信系统。:22到1895年8月，马可尼对其系统进行了现场测试，但即使改进之后，他的信号最多也只能传输半英里，这正是奥利弗·洛奇在1894年所预言的无线电波最大传输距离。马可尼加高了天线的高度，并突然想到了将发射器和接收器接地的想法。通过这些改进，该系统已能够将信号传输至2英里（3.2）远，并能跨过小山。:20-22该装置被证明是第一个工程上完整、商业上成功的无线电传输系统。1896年，马可尼申请了英国专利，题为《传输电脉冲和信号的改进及其设备的改进》（Improvements in transmitting electrical impulses and signals and in apparatus there-for），专利号为GB189612039A。该专利于1897年7月2日在英国获得批准。

### 航海传输和跨大西洋传输
1897年，马可尼在英格兰怀特岛建立了一个无线电台，并于1898年在英格兰切尔姆斯福德的霍尔街（Hall Street）上，将原先的丝绸厂变成了他的“无线电”工厂，雇佣了约60名员工。
1901年12月12日，马可尼实现了跨大西洋传送消息——发送端位于康沃尔郡的普尔杜，使用的是公司新的大功率电台；接收端位于纽芬兰圣约翰斯的信号山，使用的天线借助了500英尺（150）的风筝。
马可尼开始在大西洋两岸建造大功率电台，以便与海上船舶进行通讯。1904年，他开创了一项商业服务，向订阅该服务的船只发送晚间新闻摘要，并将其整合到船上的报纸中。1907年10月17日，终于开通了定期的跨大西洋无线电报服务，两端分别位于爱尔兰的克利夫登和加拿大的格莱斯湾。但即使在此之后，为了提高其通讯服务的可靠性，该公司仍然努力了很多年。
在对泰坦尼克号灾难的700名幸存者的拯救中，马可尼的设备功不可没。

## 音频传输

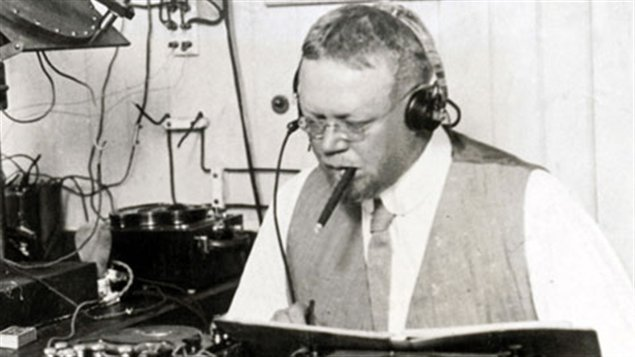
费森登（1906年前后）

1890年代末，加拿大裔美国发明家费森登断定，他可以开发出一种新系统，与火花隙发射器和相干接收器的组合相比，要高效得多。:50:60-61,76为此，他努力开发一种高速交流发电机（称为“an alternating-current dynamo”，意为“交流发电机”），这种发电机可以生成“纯正弦波”，并产生“强度基本均匀的连续辐射波”，用现代术语来说，就是连续波（CW）发射器。在马里兰州科布岛为美国气象局工作期间，费森登研究了如何使用这种装置通过无线电来传输音频。1900年秋，他成功将语音传输了大约1.6公里（一英里）的距离，这可能是第一次成功地使用无线电信号传输音频。虽然成功了，但当时传输的声音失真过大，尚不具备商业实用性。:61根据某些资料，尤其是费森登的妻子海伦（Helen）的传记，在1906年的平安夜，费森登使用亚历山德森交流发电机和旋转火花隙发射器在马萨诸塞州布兰特罗克进行了第一次无线电音频广播。海上的船只听到了广播，内容包括费森登用小提琴演奏了《圣善夜》，并朗读了一段《圣经》。
大约同一时期，美国发明家李·德富雷斯特试验了电弧发射器。它的信号不同于火花发射器产生的不连续脉冲，它能产生稳定的“连续波”信号，从而可用于音频调幅（AM）传输。1907年2月，他从位于纽约市的实验室电台发送了电子音簧管音乐。随后还进行了多次测试，例如在秋季发送了尤金妮亚·法拉演唱的《我真的爱你》（I Love You Truly）。1907年7月，他通过无线电话进行了船对岸的发送——为伊利湖上举办的年度跨湖游艇协会（Inter-Lakes Yachting Association，简称I-LYA）帆船赛发送比赛报道——报道从蒸汽游艇塞尔玛号（Thelma）上发送给他的助手弗兰克·E·巴特勒（Frank E. Butler），巴特勒则坐阵南巴斯岛的福克斯码头馆。

### 广播
1919年11月6日，荷兰公司尼德兰无线电工业（Nederlandsche Radio-Industrie）及其所有者、工程师汉索·伊泽尔达，在海牙的工作室通过PCGG电台，首次进行了定期娱乐广播。该公司既生产发射器，也生产接收器。他们每周有四个晚上在448kHz通过窄带调频传输节目，该节目很受欢迎。但到1924年，公司陷入了财务困境。
定期的娱乐广播开始于阿根廷，由恩里克·特莱马科·苏西尼及同事开创。1920年8月27日晚9点，阿根廷社会广播电台在布宜诺斯艾利斯市中心的科利塞奥剧院（Coliseo Theater），现场直播了理查德·瓦格纳的歌剧《帕西法尔》。当时全市大约只有二十个家庭有收音机，可以收听该节目。
1920年8月31日，《底特律新闻》开始公开广播每日新闻和娱乐节目“底特律新闻无线电”（Detroit News Radiophone），最初的身份是持照的业余电台8MK，即后来的WBL和WWJ，服务于密歇根州底特律。
1920年10月14日，纽约州斯克内克塔迪的联合学院开始广播，使用的电台是2ADD业余电台，执照拥有者是该校的非裔美国学生温德尔·金（Wendell King）。广播包括一个周四晚间音乐会系列，收听半径最初为100英里（160），后扩大至1,000英里（1,600）。
1922年，英国开始运营定期的音频娱乐广播，最早的电台是马可尼研究中心的2MT，位于切尔姆斯福德附近的里特尔。

#### 波长和频率
在无线电的早期及后来的一段时间，无线电台的传输信号是以米为单位的，指的是无线电波的波长。这就是长波、中波和短波这些无线电术语的由来。为特定目的而保留的无线电波段通常按波长来表示：例如，40米波段被用于业余无线电。波长和频率之间存在反比关系：频率越高，波长越短，反之亦然。
随着设备的进步，对频率的控制可以更为精确；早期电台的频率通常不太精确，因为它会受到设备温度等多种因素的影响。事实证明，在区分无线电信号时，使用频率比使用波长更实用，也更有用。并且从1920年代开始，这成为区分信号的常用方法，尤其是在美国。起初是以每秒周期数（千周、兆周）来指定频率，1965年前后则改为使用更具体的赫兹（每秒周期数）作为单位。

## 无线电公司

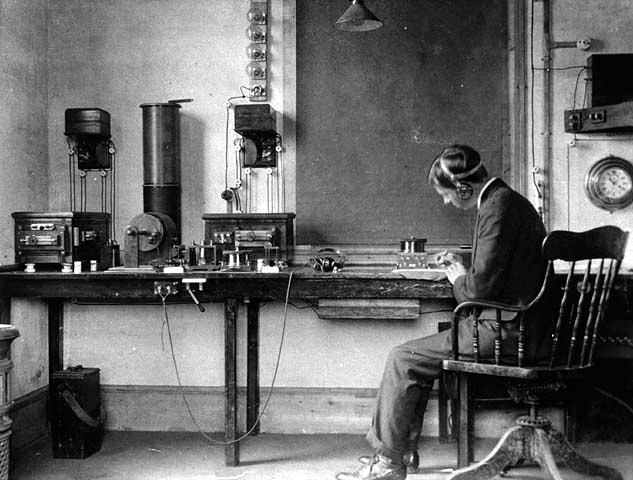
马可尼公司的员工唐纳德·曼森（Donald Manson）在工作中（英格兰，1906年）

### 不列颠马可尼
1897年，古列尔莫·马可尼利用多项专利，在英国创立了不列颠马可尼公司，开始在海岸无线电台与海上船舶之间提供通信服务。一年后的1898年，他们在切尔姆斯福德成功开设了第一家无线电台。该公司及其子公司加拿大马可尼和美国马可尼垄断了船岸通信。在1983年之前，其运营方式都与AT&T公司非常相似——其所有设备都归自己所拥有，且拒绝与未配备马可尼设备的船只通信。许多发明提高了无线电的质量，业余爱好者也尝试了无线电的多种用途，从而种下了广播的种子。

### 德律风根
德律风根公司成立于1903年5月27日，其前身“德律风根无线电话协会”（Telefunken society for wireless telefon），是西门子与哈尔斯克（S & H）和AEG（通用电力公司）在柏林的无线电工程合资事业。它继续作为AEG和西门子公司的合资企业，直到西门子于1941年退出。1911年，德皇威廉二世将德律风根的工程师派往纽约州西塞维尔，建造三座600英尺（180米）高的无线电塔。尼古拉·特斯拉也协助了建造。在瑙恩也建了一个类似的电台，创造了北美和欧洲之间唯一的无线通信。

## 技术发展

### 调幅（AM）
费森登、瓦尔德马·波尔森和李·德富雷斯特发明了无线电调幅（AM）技术，使用该技术可以允许频率更为接近的电台同时发送信号。而火花隙无线电技术则相反，它每次传输都要占用较宽的波段。

### 矿石收音机

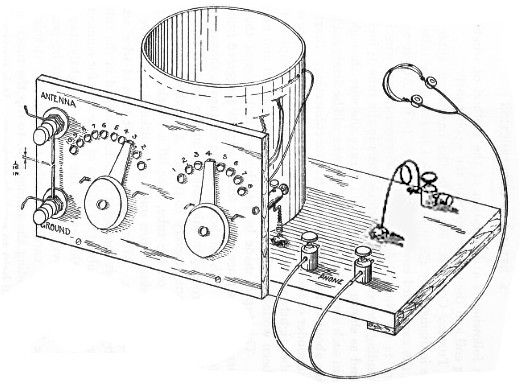
1920年代，在美国政府出版物《简易自制无线电接收装置的构造与操作》（Construction and Operation of a Simple Homemade Radio Receiving Outfit）中，展示了矿石收音机接收器，几乎任何人都能用简单的工具造出来的能工作的收音机。

在真空管出现之前，最常见的一种接收器是矿石收音机，不过一些早期的收音机会通过电流或电池来放大。三极管放大器、电动发电机和检波器的发明，让无线电传输音频成为可能。费森登、波尔森和李·德富雷斯特率先使用了调幅（AM）技术，从而使声波通过连续波无线电信号传输时，可以只使用较窄的波段。而火花隙无线电则不同，它发送快速的阻尼波脉冲串，会占用大量波段，只适合摩斯码电报。
矿石收音机至今依然被视为艺术和科学而当作业余爱好，其形式是简单的、不放大的、“永远不靠任何东西运行”的收音机。美国童军等组织将它们用作教学工具，向青少年介绍电子产品和无线电。由于仅仅依靠天线系统所收集的能量，因此其音量必然很有限。

### 真空管

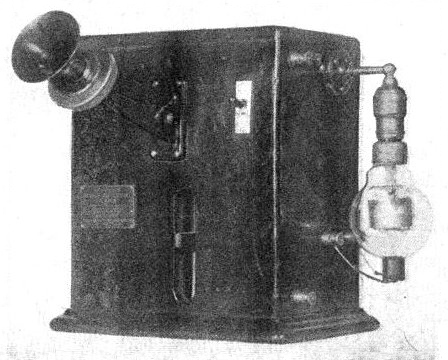
第一台商用调幅Audion真空管无线电发送器，由李·德富雷斯特于1914年制造，Audion（三极管）是他于1906年发明的。

1920年代中期，放大真空管带来了无线电接收机和发送器的革命。约翰·弗莱明发明了真空二极管。李·德富雷斯特放了一块幕（screen），添加了一个“栅格”（grid）电极，制成了三极管。
早期收音机发送器的全部功率都是通过碳粒式麦克风来传输的。1920年代，西屋公司分别购买了李·德富雷斯特和埃德温·霍华德·阿姆斯特朗的专利。西屋的工程师开发出了更为现代的真空管。
最早的收音机仍然需要电池，但1926年“交流适配器”被推向市场。有了这种电子管技术，收音机便可以转而通过电网供电。它们仍然需要电池来加热真空管灯丝，但随着间接加热真空管的发明，第一批完全不需要电池的收音机在1927年问世。
1929年，一种名为UY-224的新型屏栅管（screen grid tube）问世，设计这种放大器是为了直接利用交流电工作。
早期收音机面临着电台信号弱和音量波动的问题。超外差收音机的发明解决了这一问题，第一批带有外差无线电接收器的收音机在1924年上市。但因价格昂贵，该技术被搁置，以等待技术成熟，到1929年Radiola 66和Radiola 67开始销售。

### 扬声器
早期人们收听广播只能使用耳机。后来，出现了一种配备电话听筒的扬声器，它采用的形式是留声机所用的那种喇叭。但其音质很差。1926年，第一批配备电动扬声器的收音机上市销售，其音质有了显著提升。起初，扬声器与收音机是分开的，但很快扬声器就被内置在收音机中。
另一项与收音机相关的发明是自动音量控制（automatic volume control，简称AVC），它于1928年首次投入商业使用。1930年，收音机上又增加了音调控制旋钮，可以让听众对不够完美的广播加以改善。
1920年代中期推出的磁性唱头，极大地改进了音乐广播。当用磁性唱头的留声机播放音乐时，必须将麦克风放置在靠近喇叭扬声器的位置。这项发明可以将电信号放大，然后直接传送至广播发射器。

### 晶体管技术

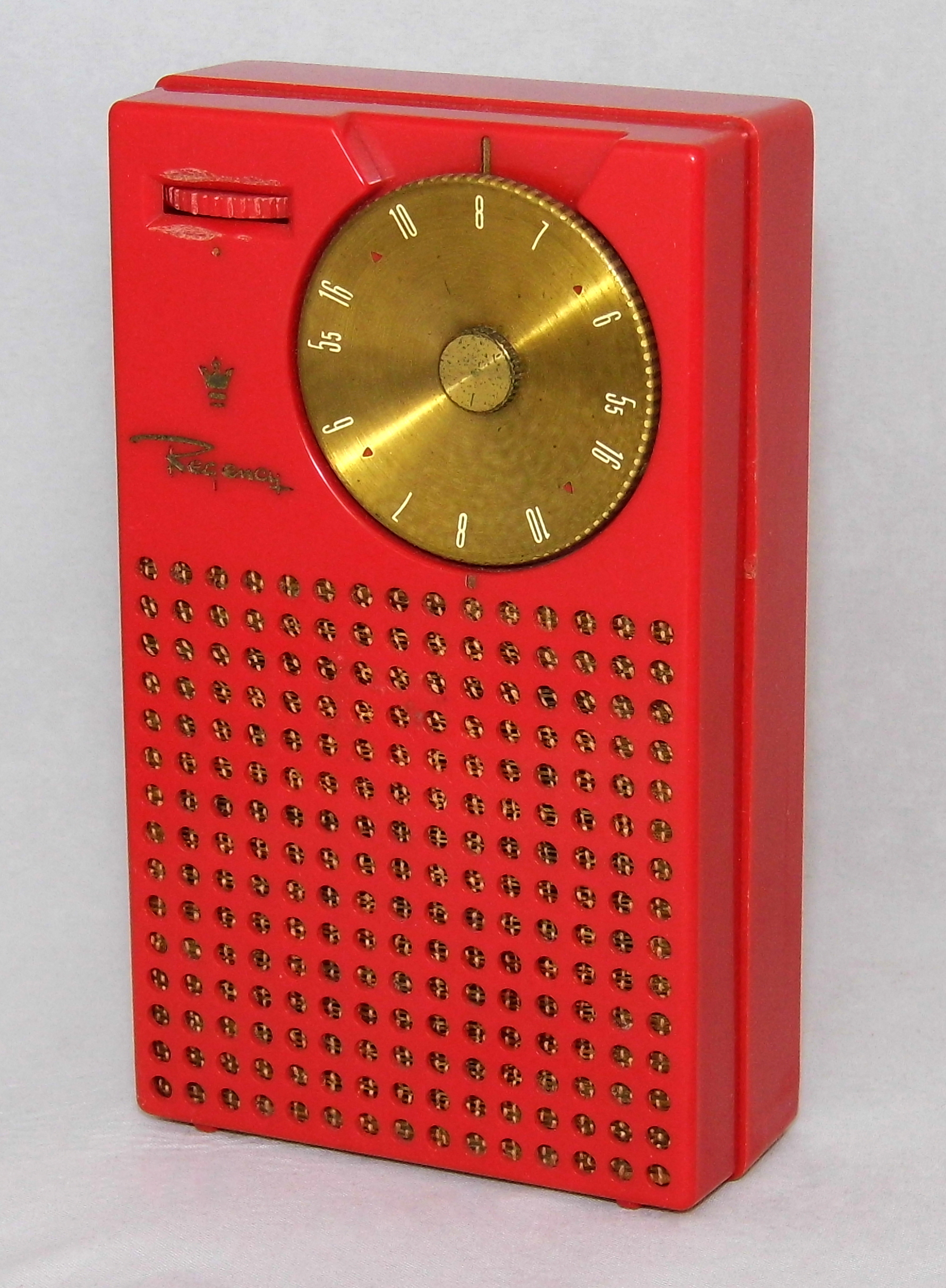
Regency TR-1产于1954年，采用德州仪器的NPN晶体管，是世界上第一款商业化生产的晶体管收音机。尺寸：3×5×1.25英寸（7.6×12.7×3.2厘米）

随着晶体管技术的发展，双极性晶体管带动了晶体管收音机的发展。1954年，Regency公司推出了袖珍晶体管收音机TR-1，采用“标准22.5V电池”供电。1955年，新成立的索尼公司推出了其第一款晶体管收音机TR-55。它小到可以放进马甲口袋里，由一块小电池供电。它没有使用会被烧坏的真空管，因此非常耐用。1957年，索尼推出了第一台量产的晶体管收音机TR-63，引领晶体管收音机向大众市场普及。在接下来的20年里，晶体管几乎完全取代了电子管，只有大功率发送器是个例外。
到了1960年代中期，美国无线电公司（RCA）开始将金属氧化物半导体场效应管（MOSFET）应用于其消费产品，包括调频收音机、电视机和放大器。金属氧化物半导体（MOS）大规模集成电路（LSI）为无线电技术提供了一种既实用又经济的解决方案，并在1970年代初开始用于移动通讯系统。

### 集成电路
第一台集成电路（IC）收音机，是由通用电气生产的P1740，它于1966年面世。

### 车载收音机
第一台车载收音机于1922年问世，但是其体积很大，占用了车内过多的空间。第一款可以轻松安装在大多数汽车上的商用车载收音机，于1930年开始销售。

## 无线电传真
电报并没有随着无线电的兴起而消失，相反却提高了自动化程度。在1930年代的陆地线路上，电传打字机实现了自动编码，并采用脉冲代码拨号来实现自动路由，这种服务称为电传。三十年来，电传一直是最便宜的长途通讯方式，因为一个语音信道的带宽，最多可以容纳25个电传信道。电传能直接生成书面文件，这对商业和政府来说颇具优势。
电传系统通过单边带发送音调，以适应短波无线电。CCITT R.44（最先进的纯电传标准）结合了字符级错误检测和重传，以及自动编码和路由。多年来，无线电电传（telex-on-radio，简称TOR）是与一些第三世界国家通讯的唯一可靠方式。尽管TOR正在被较便宜的电子邮件形式取代，但它依然可靠。许多国家电信公司，在历史上都为其政府运营着近乎纯电传的网络，并且他们运营着许多此类短波无线电链路。
1924年，美国无线电公司（RCA）的理查德·兰杰发明了无线电传真，或称无线照相传真（wireless photoradiogram），它可以用来传送文件，包括地图和照片。这种方法在20世纪中叶较为盛行，并在20世纪末趋于消亡。

## 无线电导航
飞机使用商业调幅无线电台来导航，是20世纪初期第一批发展的技术，调幅电台至今仍标记在美国的航空图上。无线电导航在战争期间发挥了重要作用，尤其是在二战中。在晶体振荡器被发现之前，无线电导航存在诸多限制。不过，随着无线电技术的扩展，导航变得更加易用，并能提供更好的定位。无线电导航系统有很多优点，但它通常还需配备复杂的设备，如无线电罗盘接收器、罗盘指示器或雷达平面位置指示器。这些都需要用户具备一定的知识。
1960年代，甚高频全向信标（VOR）系统开始普及。在1970年代，远距离无线电导航系统（LORAN）成为首屈一指的无线电导航系统。不久，美国海军就开始试验卫星导航。1987年，全球定位系统（GPS）的卫星星座发射升空；随后又出现了其它卫星导航系统，例如格洛纳斯、北斗和伽利略。

## 调频广播
1933年，发明家埃德温·霍华德·阿姆斯特朗将调频广播申请了专利。调频广播对无线电波进行频率调制，以减少来自电气设备和大气的白噪声和电磁干扰。1937年，继阿姆斯特朗在新泽西州阿尔派恩的W2XMN之后，实验性调频广播电台W1XOJ首获美国联邦通信委员会（FCC）的建设许可。

### 欧洲的调频广播
二战之后，德国引入了调频广播。1948年在哥本哈根举行的会议上，欧洲制定了新的波长规划。作为战败国，德国（新国家尚未建立，因此未受邀请）只获得了少量中波频率，而且这些频率并不太适用于广播。因此，德国开始在哥本哈根规划未涵盖的UKW（Ultrakurzwelle，即超短波，今称为甚高频、VHF）上进行广播。在对VHF进行调幅取得一些经验后，人们意识到在VHF广播方面，调频是比调幅更好的替代方案。由于这段历史，调频广播在德国仍被称为“UKW广播”。欧洲其它国家稍后也纷纷效仿，因为它们意识到调频的音质更佳，而且由于VHF广播的范围更加有限，可以承载的本地电台要多得多。

## 电视
1930年代，欧洲和北美的部分地区开始出现定期的模拟电视广播。到30年代末，全世界大约有25,000台全电子电视机，其中大部分在英国。在美国，联邦通信委员会指定用阿姆斯特朗的调频系统来发送和接收电视声音。

### 彩色电视
- 1953年：美国推出兼容NTSC制式的彩色电视。
- 1962年：第一颗通信卫星电星1号，第一次中继了面向公众的跨大西洋直播电视信号。
- 1960年代中期：美国无线电公司（RCA）率先将金属氧化物半导体场效应管（MOSFET）用于电视。[62]功率MOSFET后来被广泛应用于电视机电路。[70]

到1963年，彩色电视已开始商业播放（但并非所有播放节目都是彩色的），第一颗（无线电）通信卫星电星1号也已发射升空。

## 移动电话
1947年，AT&T将移动电话系统商业化。AT&T于1946年在圣路易斯成立，到1948年已将移动电话服务覆盖到一百个城镇和公路走廊。移动电话服务的使用率很低，每周仅有5,000名客户拨打约30,000个电话。每个城市只有三个无线电信道可用，因此只有三位客户可以同时拨打移动电话。移动电话服务价格昂贵，月租15美元，外加每次本地通话0.30至0.40美元，以2012年的美元计价，则相当于月租176美元，每次通话3.50至4.75美元。
金属氧化物半导体（MOS）大规模集成（LSI）技术、信息论和蜂窝网络的发展促进了移动通信的经济化。贝尔实验室开发的模拟移动电话系统，于1978年在美洲推出，提供的容量要大得多。从1980年代到2000年代，它在北美（及其它地区）都是主要的模拟移动电话系统。

## 广播与版权
无线电行业（包括电报）和收音机的早期采用者，向英国政府和国有邮政服务施加了巨大的压力，要求向新媒体开放。帝国无线电报委员会（Imperial Wireless Telegraphy Committee）在1924年2月25日的一份内部机密报告中指出：
我们被要求“考虑帝国无线服务（Imperial Wireless Services）所应采取的政策，以保护和促进公众利益，进而提出建议。”我们意识到这个问题很紧迫。我们并不觉得有必要去探究过去，或对帝国无线链（Empire Wireless Chain）建设中出现的延误发表评论。我们把精力集中在基本问题上，审查及考虑与政策直接相关的事实和情况，以及维护公众利益的条件。
当收音机在1920年代初问世时，许多人预测它将会摧毁唱片业。广播是一种免费的媒介，公众通过其收听的音乐通常是需要付费的。有些公司将广播视为新的促销途径，但另一些公司则担心它会降低唱片销售和现场演出的利润。许多唱片公司不允许它们的唱片在收音机里播放，并让它们的明星签署协议，确保他们不会在收音机广播里演出。
确实，在广播电台出现之后，音乐唱片业的利润严重下滑。有段时间，广播电台似乎对唱片业构成了明确的威胁。1931年时平均每五户家庭拥有两台收音机，而到了1938年这一数字上升到了四台。与此同时，唱片销售额则从1929年的7500万美元，下跌到了1938年的2600万美元（1933年达到最低点500万美元），不过当时的经济状况也受到了大萧条的影响。
随着广播的普及，及其“免费”提供音乐，版权所有者们担心他们无法获得任何利益。他们想让这种新媒体为其服务，但实际上，之前的版权法中就已经存在相关内容了。歌曲的版权持有者可以控制所有的公开“盈利”演出。现在的问题是，要证明广播行业从歌曲中盈利了，而该行业刚刚开始摸索如何从广告中赚钱，而且它目前向所有人免费提供音乐，只要有一台收音机就行。
1922年有一起测试案例，对象是新泽西州纽瓦克的班伯格百货商店。该商店当时正在WOR广播电台为其商店播放音乐。广播仅在开始时宣称：“L·班伯格公司，美国最棒的商店之一，新泽西州纽瓦克。”除此之外，没有播放任何广告。通过本案和之前的案件（例如对Shanley's Restaurant的诉讼），可以确定班伯格使用这些歌曲是为了商业利益，因此，向公众播出是以盈利为目的的，这意味着版权所有者应该获得报酬。
根据这项裁决，美国作曲家、作家和发行商协会（ASCAP）从1923年开始向广播电台收取许可费。开始的价格是，250美元即可播放所有受ASCAP保护的音乐；但对于较大的电台来说，价格很快飙升至5,000美元。爱德华·塞缪尔斯（Edward Samuels）在其著作《插图版权故事》（The Illustrated Story of Copyright）中写道：“广播和电视许可是ASCAP及其作曲家最大的单一收入来源，[……]ASCAP一般的会员每部作品每年可获得约150—200美元，其所有作品可获得约5,000—6,000美元。”班伯格裁决后不久，ASCAP在1924年不得不再次捍卫其收费权利。有人提出《迪尔广播法案》（Dill Radio Bill），拟支持广播电台在播放音乐时，无需向ASCAP或其它任何音乐许可公司支付许可费用。但该法案未获通过。

## 美国关于广播电台的规定

### 1910年无线电船舶法案
无线电技术最初用于船舶的海上通信。为确保安全，美国政府推出了1910年无线电船舶法案，这标志着其首次对船用无线电系统制定了规则。该法案要求，如果船舶要离岸200英里以上，或者载客超过50人，就必须配备无线电系统以及专业报话员。但该法案存在诸多缺陷，例如包括两大公司（英国马可尼和美国马可尼）在内的报话员的竞争。如果船舶使用竞争对手的系统，他们往往会拖延其通信。这是导致1912年泰坦尼克号沉没惨剧的原因之一。

### 1912年无线电法案
1912年，泰坦尼克号在沉没时所发出的求救信号，遭到了大量的无线电干扰，严重阻碍了救援工作。随后，美国政府通过了1912年无线电法案，旨在努力减少此类悲剧的重演。该法案有助于区分正常无线电通信和（主要是海事）紧急通信，并明确规定了政府在这种紧急情况下的作用。

### 1927年无线电法案
按照1927年无线电法案，联邦无线电委员会拥有颁发或拒绝颁发执照的权力，并为每位持照人分配频率和功率水平。1928年，政府开始要求现有电台必须获得执照，并规定谁可以在何处、以何频率、以何功率进行广播。有些电台因未能获得执照，而停止运营。1927年无线电法案的第29条规定，广播内容应该是自由的，政府不得干涉。

### 1934年通信法案
随着1934年通信法案的出台，联邦通信委员会（FCC）成立了。FCC的职责是管控包括“电话、电报和无线电通信”在内的行业。根据该法案，所有运营商都必须保存授权干扰和未授权干扰的记录。该法案还在战时为总统提供支持。如果政府需要在战时使用通讯设施，这是允许的。

### 1996年电信法案
1996年电信法案是对1934年通信法案60多年来的首次重大修改。该法案是在AT&T解体仅十几年后出台的，旨在使电信公司的市场及其所属网络进入竞争状态。出台1996年电信法案，为解决某些问题作出了修改，其效果已经显现，但该法案仍未能解决一些问题，例如无法建成一个开放的竞争市场。

## 持照的商业公共广播电台

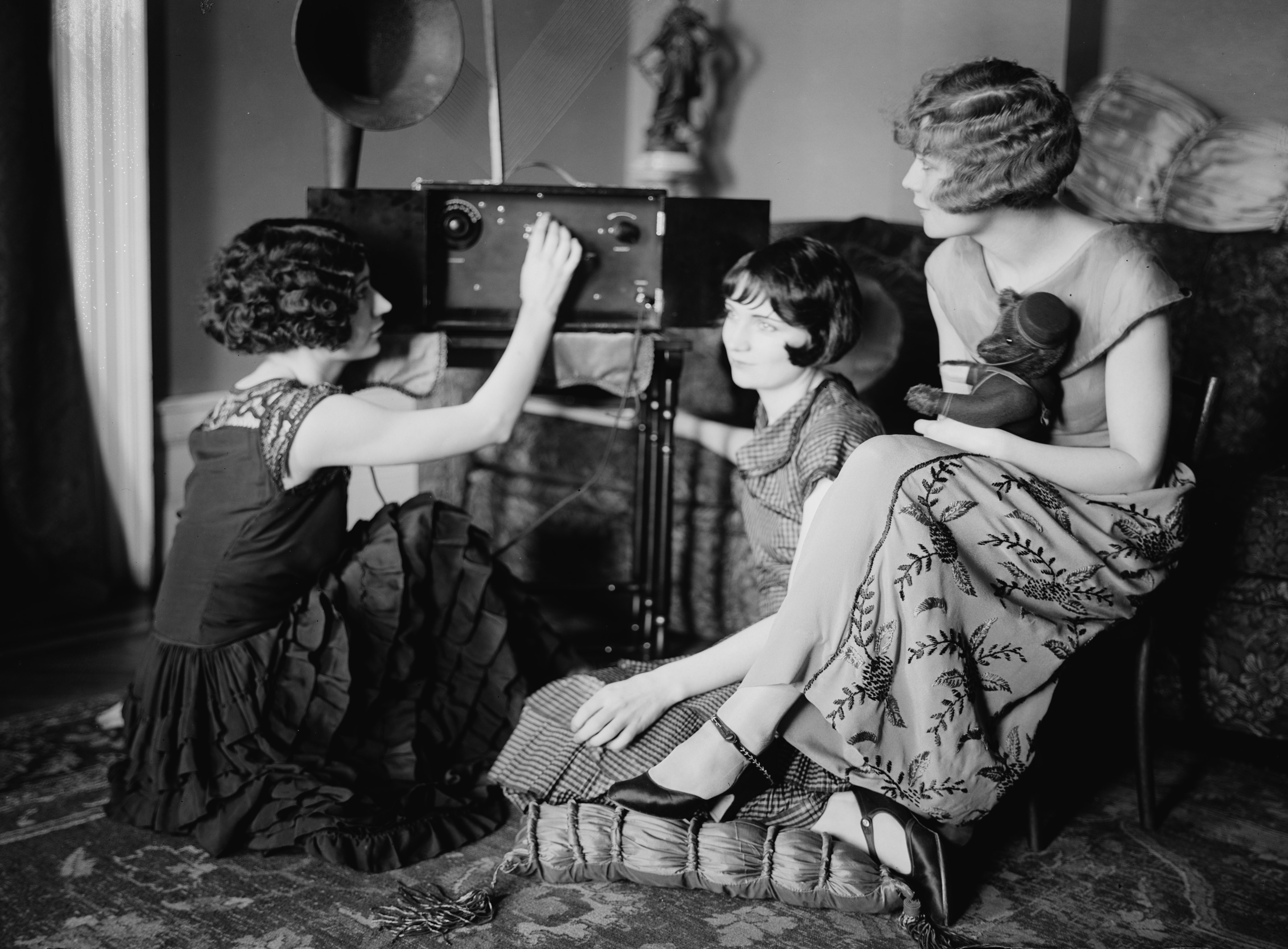
1920年左右，无线电广播开始流行。当时的流行歌唱组合布罗克斯姐妹正聚在收音机旁。

美国“第一家”面向公众的持照广播电台是哪一家，这个问题有不同的答案，它取决于具体的语义。解决这个“首家”的问题，可能在很大程度上取决于什么是“定期”节目。
- 通常认为是宾夕法尼亚州匹兹堡的KDKA电台（英语：KDKA (AM)），它于1920年10月获颁执照，并于1920年11月2日作为美国第一家持照商业广播电台开始播出。其首播节目是总统选举结果，但直到1921年才开始每天播出。（他们的工程师弗兰克·康拉德（英语：Frank Conrad）从1916年起，就使用8XK和8YK两个呼号进行广播。）从技术上讲，在当时已经存在的几个电台中，KDKA是第一个获颁“有限商业”执照的电台。[87]
- 1919年2月17日，威斯康星大学麦迪逊分校的9XM电台面向广大公众播送人类讲话。9XM于1914年首先获得实验执照，于1916年开始定期进行摩尔斯电码传输，于1917年首次播送音乐。其定期的语言和音乐播送始于1921年1月。该电台至今仍在使用WHA（英语：WHA (AM)）呼号播送节目。[88]
- 1920年8月20日，8MK开始每天广播，后来著名发明家李·德富雷斯特宣称其为第一个商业电台。8MK的执照被颁给一名青少年迈克尔·德利斯尔·莱昂斯（Michael DeLisle Lyons），并由E·W·斯克里普斯（英语：E. W. Scripps）提供资金。1921年，8MK更改呼号为WBL，1922年又在底特律改为WWJ（英语：WWJ (AM)）。它一直定期播放节目至今，并且与KDKA一样播送了1920年的总统选举结果。[89]李·德富雷斯特称，自己曾在8MK最早的广播中出现过，因为该电台使用的是他公司销售的发射器。[90]
- 第一个获颁商业执照的电台是WBZ ，当时位于马萨诸塞州斯普林菲尔德。美国商务部提供给《波士顿环球报》的名单显示，WBZ于1921年9月15日获颁商业执照；然后另一家西屋电台WJZ（英语：WABC (AM)），于11月7日（与KDKA同一天）在新泽西州纽瓦克获颁商业执照。[91]WJZ和WBZ与KDKA的不同之处在于，前两者都没有留在其最初获颁执照的城市，而KDKA则自始至终一直留在匹兹堡。
- 2XG（英语：Radio 2XG）：由李·德富雷斯特在纽约市高桥地区创办，于1916年开始每日播送。[92]然而，它与大多数实验性广播电台一样，在1917年美国参加一战时被迫停播，而且再也没有复播。
- 1XE（英语：WGI (radio station)）：由哈罗德·J·鲍尔（Harold J. Power）在马萨诸塞州梅德福创办。它是一个实验电台，于1917年开始广播。一战期间，它被迫停播，但战后恢复播出，并于1919年开始定期广播语言和音乐节目。然而直到1922年，该电台才获颁商业执照，成为WGI（英语：WGI (radio station)）。[93]
- WWV（英语：WWV (radio station)）：美国政府的授时服务。据信在KDKA之前6个月，它就开始在华盛顿特区播送了，但它在1966年搬到了科罗拉多州柯林斯堡。[94]
- WRUC（英语：WRUC），即无线电联合学院（Wireless Radio Union College），位于纽约州斯克内克塔迪的联合学院（英语：Union College），最初的呼号是W2XQ。[95]
- KQV（英语：KQV）是匹兹堡最初的五个调幅电台之一，于1919年11月19日以业余电台“8ZAE”的呼号开播，但直到1922年1月9日才获颁商业执照。

## 扩展阅读

### 主要的
- [格里森·L·阿彻个人文件（MS108）查找帮助] (PDF). 波士顿: 萨福克大学. （原始内容 (PDF)存档于2008-05-29） （英语）.
- Kahn Frank J. (编).  [美国广播文献] 第四版. 普林帝斯霍尔. 1984 （英语）.
- Lichty Lawrence W.; Topping Malachi C. (编).  [美国广播：广播电视史料]. Hastings House. 1975 （英语）.
- 肯·伯恩斯,  [空中帝国：发明无线电的人们], PBS（纪录片）, 1992 （英语） 改编自 Tom Lewis.  [[[:空中帝国：发明无线电的人们|空中帝国：发明无线电的人们]]（英语：[[:en:Empire of the Air: The Men Who Made Radio|]]）] 第1版. 纽约: E. Burlingame Books. 1991. ISBN 0060182156 （英语）. 网址－维基内链冲突 (帮助)

### 次要的
- Anderson, Leland.  [尼古拉·特斯拉关于交流电及其在无线电报、电话和电力传输中应用的研究]. 太阳出版社（英语：Sun Media）. ISBN 0963265202 （英语）.（.   [2025-04-10]. （原始内容存档于2017-08-01）.）
- Anderson, Leland I.  [无线电发明者之争——特斯拉对马可尼]. 21st Century Books （英语）.1980年古董无线电协会（英语：Antique Wireless Association）专著，审查了1943年美国最高法院作出的认定马可尼关键专利无效的裁决（9页）。
- Archer, Gleason L.  [大企业与无线电]. 美国历史学会. 1939 （英语）.
- Archer, Gleason L.  [1926年之前的无线电史]. 美国历史学会. 1938 （英语）.
- Barnouw, Erik.  [金网]. 牛津大学出版社. 1968 （英语）.
- Barnouw, Erik.  [赞助商]. 1978 （英语）.
- Belrose, John S.  [费森登与马可尼：本世纪头十年的差异化技术和跨大西洋实验]. 无线电百年国际会议（International Conference on 100 Years of Radio，1995年9月5日—7日） （英语）.
- Briggs, Asa.  [BBC——最初五十年]. 牛津大学出版社. 1984 （英语）.
- Briggs, Asa.  [英国广播史]. 牛津大学出版社. 1961 （英语）.
- Brodsky, Ira.  [无线技术史：创造性思维如何为大众创造技术]. Telescope Books. 2008 （英语）.
- Butler, Lloyd (VK5BR).  [在电子管放大技术之前——早期无线通信] (PDF). Amateur Radio. 1986年7月  [2025-06-08]. （原始内容 (PDF)存档于2020-08-08） （英语）.
- Coe, Douglas; Kreigh Collins.  [马可尼，无线电先锋]. 纽约: J. Messner. 1943. LCCN 43010048 （英语）.
- Covert, Cathy; Stevens John L.  [战间期的大众媒体]. 雪城大学出版社（英语：Syracuse University Press）. 1984 （英语）.
- Craig, Douglas B.  [炉边政治：美国的广播与政治文化，1920—1940]. 2005 （英语）.
- Crook, Tim.  [国际广播新闻：历史、理论与实践]. 劳特利奇. 1998 （英语）.
- Douglas, Susan J.  [聆听：广播与美国人的想象力：从阿莫斯·安迪（英语：Amos 'n' Andy）和爱德华·默罗到狼人杰克（英语：Wolfman Jack）和霍华德·斯特恩]. 纽约: 时报图书（英语：Times Books）. 1999 （英语）.
- Ewbank Henry; Lawton Sherman P.  [广播：收音机与电视]. 哈珀出版社（英语：Harper (publisher)）. 1952 （英语）.
- Geddes, Keith.  [古列尔莫·马可尼，1874—1937]. 伦敦: HMSO（英语：Office of Public Sector Information）. 1974. ISBN 0112901980. LCCN 75329825 （英语）.（科学博物馆小册子，可从美国加利福尼亚州帕洛阿尔托的Pendragon House公司获得。）
- Gibson, George H.  [公共广播；联邦政府的角色，1919—1976]. 普雷格出版社（英语：ABC-Clio#Praeger Publishing）. 1977 （英语）.
- Hancock, Harry Edgar.  [海上无线电：最初五十年。为纪念马可尼国际海事通信有限公司成立五十周年而撰写的海事无线通信进步与发展史]. 切尔姆斯福德: 马可尼国际海事通信有限公司. 1950. LCCN 51040529 （英语）.
- Jackaway, Gwenyth L.  [战争中的媒体：广播对报纸的挑战，1924—1939]. 普雷格出版社. 1995 （英语）.
- [注释和评论；无线电报]. 富兰克林研究所杂志. 1897年12月: 463—464 （英语）.
- Katz, Randy H.  [“看，妈妈，没有线”：马可尼与无线电的发明].  [通信基础设施史] （英语）.
- Lazarsfeld, Paul F.  [看无线电的人]. 北卡罗来纳大学出版社（英语：University of North Carolina Press）. 1946 （英语）.
- Maclaurin, W. Rupert.  [无线电行业的发明与创新]. 麦克米伦有限公司（英语：Macmillan Inc.）. 1949 （英语）.
- 马可尼无线电报公司.  [无线电报电话年鉴]. 伦敦: St. Catherine Press / 无线出版社（英语：AWA Technology Services）为the Marconi Press Agency Ltd. LCCN 14017875 （英语）.LCCN 86-35439
- Marincic, Aleksandar; Djuradj Budimir.  [特斯拉对传播无线电波的贡献] (PDF). Mikrotalasna revija. 2001年9月. （原始内容 (PDF)存档于2008-05-29） （英语）.
- Masini, Giancarlo.  [古列尔莫·马可尼]. 都灵: Turinese typographical-publishing union. 1975. LCCN 77472455 （英语）.（正文外还包含32张表格）
- Massie, Walter Wentworth.  [无线电报和电话的通俗解释]. 纽约: Van Nostrand. 1908 （英语）.
- McChesney, Robert W.  [电信、大众媒体与民主：美国广播控制权之争，1928—1935]. 牛津大学出版社. 1994 （英语）.
- McCourt, Tom.  [美国传播利益冲突：全国公共广播电台案例]. 普雷格出版社. 1999 （英语）.
- McNicol, Donald.  [美国广播早期]. 电气实验者（英语：The Electrical Experimenter）. 1917年4月: 893、911 （英语）.
- Peers, Frank W.  [加拿大广播政治，1920—1951]. 多伦多大学出版社（英语：University of Toronto Press）. 1969 （英语）.
- Pimsleur, J. L.  [旧金山庆祝无线电的发明；本周末举办百年纪念展]. 旧金山纪事报. 1995 （英语）.
- [底特律新闻的电台员工]. 底特律新闻（英语：The Detroit News） (底特律). 1922 （英语）.
- Ray, William B.  [FCC：广播电视监管的兴衰]. 艾奥瓦州立大学出版社. 1990 （英语）.
- Rosen, Philip T.  [现代斯滕托尔人；无线电广播与联邦政府，1920—1934]. 格林伍德出版集团. 1980 （英语）.
- Rugh, William A.  [阿拉伯大众媒体：阿拉伯政治中的报纸、广播和电视]. 普雷格出版社. 2004 （英语）.
- Scannell, Paddy; Cardiff, David.  [英国广播社会史]. 第一卷：1922—1939. 巴兹尔·布莱克威尔（英语：Basil Blackwell）. 1991 （英语）.
- Schramm Wilbur (编).  [大众传播]. 伊利诺伊大学出版社. 1960 （英语）.
- Schwoch James.  [美国广播业及其拉美活动，1900—1939]. 伊利诺伊大学出版社. 1990 （英语）.
- Seifer, Marc J.  [无线秘史]. 金斯顿 (罗得岛州)（英语：Kingston, Rhode Island） （英语）.
- Slater, Robert.  [这……是CBS：60年编年史]. 普林帝斯霍尔. 1988 （英语）.
- Smith, F. Leslie; John W. Wright II; David H. Ostroff.  [广播电视视角：美国的电信]. Lawrence Erlbaum Associates. 1998 （英语）.
- Sterling, Christopher H.  [电子媒体：广播和新技术趋势指南，1920—1983]. 普雷格出版社. 1984 （英语）.
- Sterling, Christopher; Kittross John M.  [保持关注：美国广播简史]. Wadsworth. 1978 （英语）.
- 约翰·斯通·斯通（英语：John Stone Stone）.  [约翰·斯通·斯通论尼古拉·特斯拉在无线电和连续波射频设备方面的领先地位]. 二十一世纪图书（英语：Lerner Publishing Group）. 2005 （英语）.
- Waldron, Richard Arthur.  [导电磁波理论]. 伦敦、纽约: Van Nostrand Reinhold. 1970. ISBN 0442091672. LCCN 69019848 （英语）.
- Weightman, Gavin. 第1达卡波出版社 , 编.  [马可尼先生的魔盒：19世纪最杰出的发明以及引发革命的业余发明家]. 坎布里奇: 达卡波出版社（英语：Da Capo Press）. 2003 （英语）.
- White, Llewellyn.  [美国无线电]. 芝加哥大学出版社. 1947 （英语）.
- White, Thomas H.  [美国无线电事业的先驱，1897—1917] （英语）.（美国早期无线电历史）
- Wunsch, A. David.  [误读最高法院：无线电史上令人费解的一章]. Mercurians.org （英语）.